# БМП-2
БМП-2 (индекс ГБТУ — Объект 675) — советская и российская гусеничная боевая машина пехоты, предназначенная для транспортировки личного состава к переднему краю, повышения его мобильности, вооружённости и защищённости на поле боя в условиях применения ядерного оружия и совместных действий с танками в бою.
Основное отличие от БМП-1 состоит в более крупной башне и оснащении другим комплексом вооружения. Башня вмещает двух человек: командира отделения и наводчика-оператора. Основное вооружение — автоматическая 30-мм пушка 2А42, изготовляемая на Тульском машиностроительном заводе. БМП-2 принята на вооружение Советской Армии 15 октября 1980 года. Впервые боевую машину пехоты продемонстрировали широкой публике в Москве на параде на Красной площади 7 ноября 1982 года.

## История создания
Машина была создана в результате модификации БМП-1. Работы в этом направлении велись в конструкторском бюро (КБ) Курганского машиностроительного завода с 1974 года под индексами ГБТУ «Объект 675» и «Объект 680» под руководством Герасима Авдеева. Также вопрос модернизации БМП-1 прорабатывался на Челябинском тракторном заводе с 1972 года под индексом «Объект 769». В 1980 году на вооружение был принят вариант Курганского машиностроительного завода, на котором и было развёрнуто серийное производство БМП-2.

## Описание конструкции
Экипаж машины состоит из трёх человек — механика-водителя, оператора-наводчика и командира. Также в боевой машине перевозится десант из 7 человек, которые могут вести огонь через специальные амбразуры из личного оружия.

### Броневой корпус и башня
Корпус и башня БМП-2 сварены из катаных стальных броневых листов от ЭШП и ТМО толщиной от 5 до 19 мм. Лоб башни толщиной 23 мм. Применение новой стали позволило снизить массу корпуса на 10 % относительно массы корпуса из стали, используемой в БМП-1.
В левой передней части машины располагается отделение управления, в котором находится место механика-водителя с органами управления движением машины, приборами наблюдения и средством связи. За механиком-водителем находится место старшего стрелка, оборудованное амбразурой для стрельбы из личного оружия, а также приборами наблюдения и средствами связи. Моторно-трансмиссионное отделение (МТО) располагается в правой передней части машины, по длине машины совмещено с отделением управления, отделено от него теплозвукоизоляционной перегородкой. Для доступа к агрегатам МТО в перегородке имеются люки.
В средней части машины находится боевое отделение, которое занимает башню и подбашенное пространство корпуса. В боевом отделении расположены рабочие места оператора-наводчика и командира, а также основное и вспомогательное вооружение. В подбашенном пространстве находится вращающийся пол, в котором смонтированы коробки с патронами для пулемёта, а также система ленточного питания пушки 2А42 бронебойно-трассирующими (БТ) и осколочно-фугасно-зажигательными (ОФЗ) выстрелами. В правом борту корпуса находятся три укладки с выстрелами ПТУР, ещё одна находится в подбашенном пространстве.
В десантном отделении, находящемся в кормовой части машины, находятся 6 мест для стрелков. Каждое имеет амбразуру для стрельбы из личного оружия. В корме имеются две двери для выхода десанта. В левой двери имеется амбразура для стрельбы из автомата. Также для спешивания десанта при движении на плаву или аварийной эвакуации над сидениями в крыше корпуса имеются два люка. Десантное отделение разделяет средний топливный бак и контейнер электрооборудования, в котором находятся аккумуляторы, отопитель и другие электроагрегаты.
Корпус БМП, как и корпус БТР, отличается приземистостью, что делает их более скрытными, чем другая техника, особенно если сравнивать с техникой армий НАТО. Малая высота позволяет легко прятать технику в кукурузном поле, в мелколесье, даже маскировать на открытой местности гораздо проще. Для этого техника располагается в естественных углублениях (овраги, поймы, рытвины) или за возвышенностями (сопки, строения, насыпи), с набрасыванием или нанесением маскирующих материалов.
Башня у БМП и у БТР имеет конусовидную небольшую форму, что способствует скрытности в обороне позиций. Расположившись за бруствером (обшитым досками или бревнами), башня становится еле заметна на фоне природного ландшафта. В этом случае машины выполняют роль пулеметного расчета.
Кормовые двери открываются таким образом, что дают хоть и незначительную, но защиту по бокам при спешивании десанта из машины. Это позволяет воинам из сидячего положения встать, вскинуть оружие и осмотреться перед тем, как принять решение, в каком направление двигаться. При особо сложных или опасных ситуациях можно двигаться двоим пешим за медленно идущей машиной, под прикрытием дверей до более-менее безопасной позиции.

### Вооружение

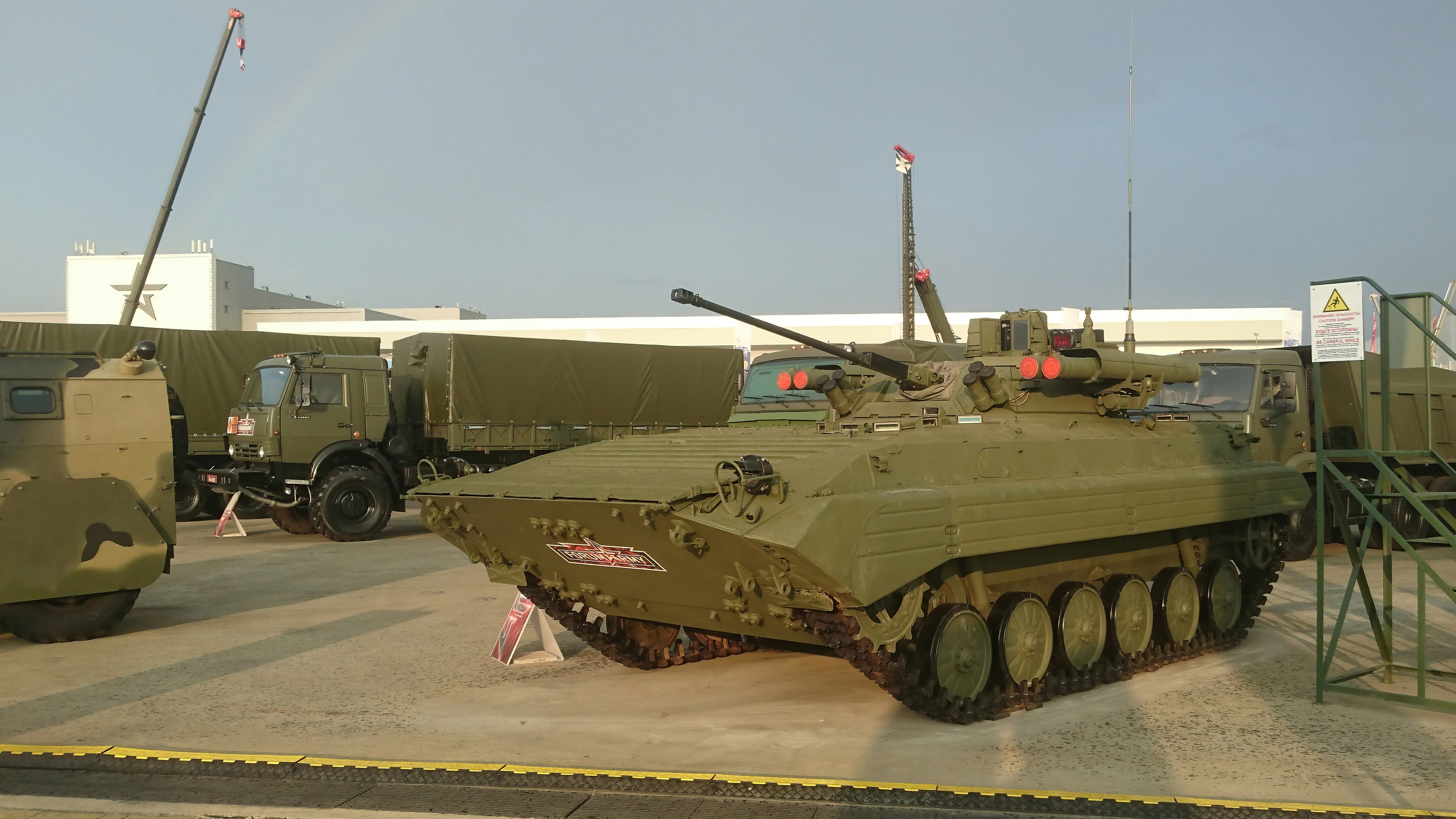
БМП-2М.

Основным отличием БМП-2 от БМП-1 является новый комплекс вооружения. Во времена создания БМП-1 единственным возможным для установки ПТРК был комплекс 9К11 «Малютка», у которого дальность поражения целей составляла от 500 до 3000 метров. Чтобы поражать цели ближе чем 500 метров, в комплекс вооружения включили 73-мм гладкоствольное орудие. В 1970-х годах появились более совершенные противотанковые комплексы 9К111 «Фагот» и 9К111-1 «Конкурс», которые не имели «мёртвой зоны» и могли поражать цели и на ближних дистанциях. Соответственно необходимость в гладкоствольном орудии отпала. Вместо него решили установить автоматическую пушку.
Вооружение БМП-2 состоит из 30-мм автоматической пушки 2А42 с боекомплектом в 500 выстрелов БТ и ОФЗ/ОТ, в 2х лентах 160 и 340 патронов соответственно. Огонь может вести как наводчик-оператор, так и командир, для этого имеется переключатель ведения огня. Переключатель лент для пушки. Также возможно выбирать темп стрельбы (малый 300 выстрелов в минуту, большой 550 выстрелов в минуту). Имеется переключатель режима отсечки: одиночными, очередь 8 выстрелов, неограниченная длина очереди. У командира прицел для ведения огня по воздушным целям. 2А42 имеет три пиропатрона для мгновенной перезарядки в случае осечки, ибо вручную передёрнуть затвор долго и требует физических усилий для работы рычагом перезарядки. С пушкой спарен 7,62 пулемёт ПКТ, имеющий в боекомплекте 2000 патронов снаряженных в одну ленту. Кроме того, для борьбы с танками БМП-2М имеет ПТРК 9К111 «Фагот» или 9К111-1 «Конкурс» с 4 выстрелами к нему.
Стабилизатор вооружения 2Э36-1 удобен и эффективен, работая в горизонтальной и вертикальной плоскостях и, что самое главное, наведение и стрельба возможна на ходу. Сам стабилизатор основан на принципе работы гироскопа. В БМП-2 с установленным вооружением после 1986 года выпуска, в стабилизатор внесены некоторые изменения, улучшающие его характеристики.

### Средства маскировки
На машине установлены 6 гранатомётов системы постановки дымовой завесы 902В «Туча» для стрельбы 81-мм дымовыми гранатами.
Также в конструкции БМП, имеется термодымовая аппаратура (ТДА) многократного использования с радиусом действия 100—150 метров. Она работает на принципе распыления дизельного топлива, плотность «завесы» зависит от прогретости самого двигателя. Включается тумблером на щитке приборов у механика-водителя.

### Средства наблюдения и связи
БМП-2 4-й отбр 16 декабря 2011
Место механика-водителя оснащено приборами наблюдения и аппаратом А-3 танкового переговорного устройства. Находящееся за ним место стрелка оборудовано приборами наблюдения ТНП-165А и ТНПО-170А. Для связи имеется аппарат А-3 ТПУ.
В ночное время механик-водитель пользуется прибором ТВН-2, который устанавливается непосредственно перед выездом вместо переднего триплекса. Дальность и углы обзора ТВН-2 небольшие (при полной темноте), следовательно, что находится по бокам от машины механик-водитель не может видеть, это уже входит в обязанности командира и оператора-наводчика с докладом по внутренней связи. Оборудование идёт в комплекте с техникой, но чаще всего хранится отдельно от машины.
Рабочие места командира и оператора имеют приборы наблюдения и прицеливания. Место командира оборудовано радиостанцией Р-123М / Р-173 и аппаратом А-1 ТПУ. У оператора имеется аппарат А-2 ТПУ для внутренней связи.
Рабочие места стрелков в десантном отделении и кормовые двери для спешивания снабжены приборами ТНПО-170А для наблюдения за местностью. Для внутренней связи в десантном отделении используются аппараты А-3 и А-4 ТПУ. В правой двери имеется радиостанция Р-126.
Для прицеливания оператор-наводчик использует комбинированный прицел (в зависимости от модификации либо БПК-1-42, либо БПК-2-42) с 5,6-кратным увеличением днём и 5-кратным ночью. Для работы в активном режиме, на машину установлен осветитель ОУ-5. Кроме прицела, у наводчика имеется 3 перископических прибора ТНПО-170А с электрообогревом, а также 1 прибор заднего наблюдения ТНПТ-1. Для командира машины установлены два прибора ТНПО-170А и один ТНПТ-1, бинокулярный смотровой прибор ТКН-3Б и дневной прицел 1ПЗ-3 для поиска воздушных и наземных целей и наведения на них оружия.

### Двигатель и трансмиссия

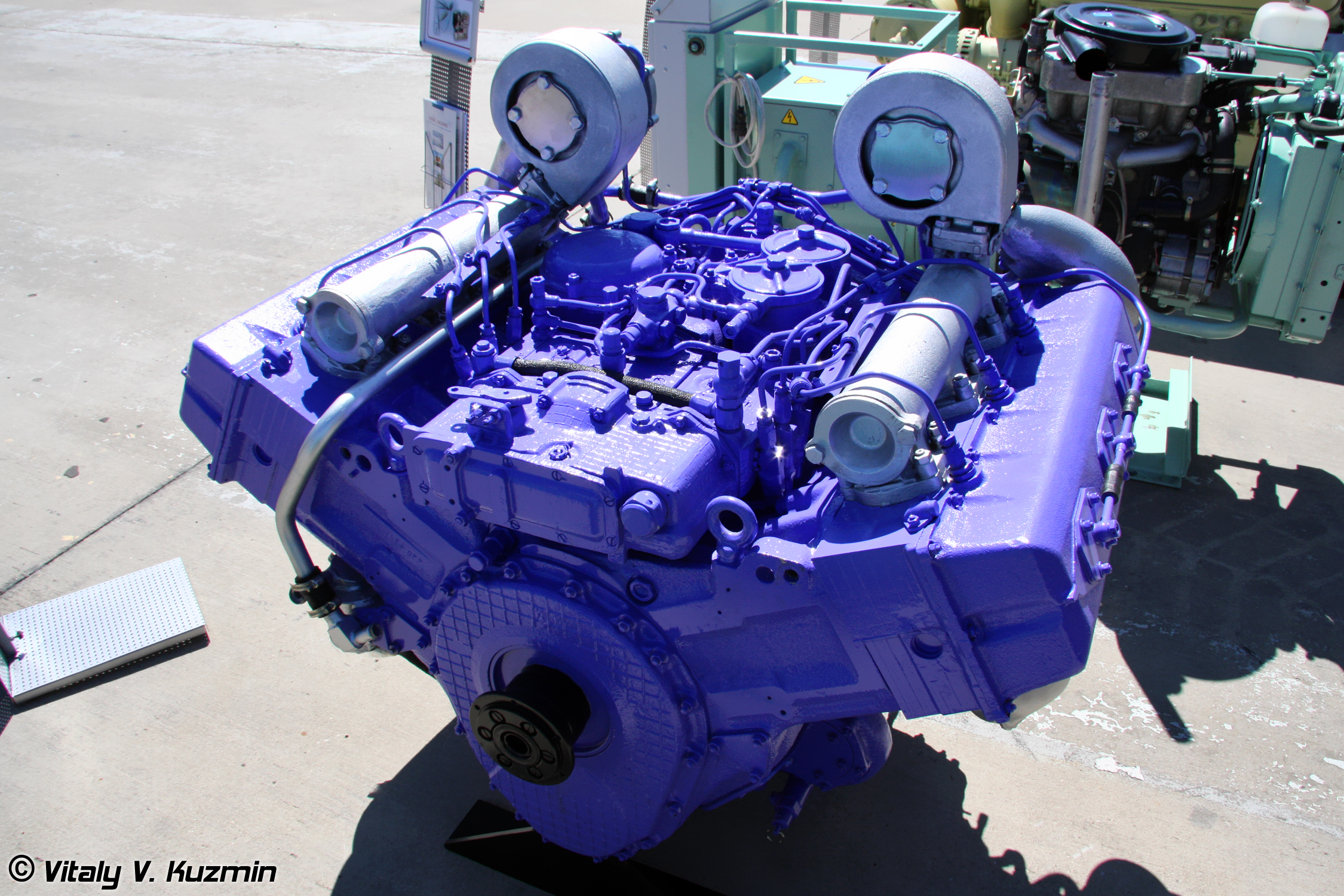
УТД-23, предусматривавшийся к установке на БМП-2М «Бережок».

Моторно-трансмиссионное отделение машины разделено на два блока. Первый блок — силовой и объединяет в себе двигатель, планетарные механизмы поворота и коробку передач. Второй — блок охлаждения и очистки, в нём объединены радиаторы системы охлаждения и масляный двигателя, эжектор, воздухоочиститель и масляная система трансмиссии.
Двигатель — 6-цилиндровый 4-тактный бескомпрессорный дизель УТД-20С1 жидкостного охлаждения с непосредственным впрыском. Максимальная мощность составляет 210—221 кВт. Общая масса сухого двигателя около 700 кг. Кроме произведённых «Барнаултрансмаш», машины комплектовались чешскими моторами, имеющими более высокое качество, нечувствительных к закоксовыванию при длительной работе на холостом ходу (стрельбы).
Силовой блок находится в самой передней части машины, под «ребристым» верхним броневым листом. В него входят трансмиссия, включающая в себя коробку передач, узлы рулевого управления, сцепление. Все это в той или иной степени может быть отремонтировано в полевых условиях, так как имеется прямой доступ. Двигатель же, находящийся справа от механика-водителя, полностью закрыт, и без специального оборудования доступ к нему практически невозможен. Единственный путь к двигателю преграждается бронированной плитой над ним, и без серьёзного подъёмного оборудования не стоит даже и пытаться производить ремонт. Впрочем, конструкторами эта ситуация явно была продумана: если что-то случается с двигателем — значит, машина не боеспособна и, следовательно, требует капитального ремонта, а он должным образом может быть проведён только в специализированном месте.
Через лючки во внутренней перегородке серьёзный ремонт двигателя невозможен, но можно осуществлять плановое обслуживание. Помимо этого, ими пользуются в холодное время года, когда двигатель уже прогрелся, а температура в салоне ещё не выше, чем снаружи, хотя команда «по машинам!» уже поступила: первую порцию тепла получает механик-водитель и сидящий за ним стрелок, затем сидящие в башне, и уже только потом десантное отделение, с условием, что долго едут и кормовые двери не часто открываются. Следует заметить, в целом это отделение не сильно успевает прогреться, так как лючки закрывают по достижении комфортной температуры для механика-водителя. После этого нагрев происходит за счёт перегородок и нагнетаемого подогретого воздуха в салон. В десантном отделении можно использовать радиатор подогрева аккумуляторных батарей (выключатель сзади посередине): если открыть отсек аккумуляторов, оттуда будет поступать тёплый воздух.

### Ходовая часть
В качестве базы используется шасси с шестиопорной ходовой частью, конструкция и характеристики аналогичны БМП-1.
Преодолеваемый БМП-2 подъём — 35°, для сравнения: у современного (условно) российского колесного бронеавтомобиля «Тигр» — 45°. При езде по шоссе БМП-2 развивает скорость  до 65 км/ч, «Тигр» — до 140 км/ч. БМП-2 развивает на плаву скорость до 7 км/ч. Однако при переправе БМП окажутся беззащитны из-за малой скорости. Также танки, не имеющие возможности с ходу форсировать водные преграды глубиной более 1,5 метра, останутся на берегу и не смогут помочь БМП на другом берегу. ОПВТ танка готовится в течение длительного времени, вдобавок подводное вождение считается крайне опасным, так как танки могут завязнуть в иле под водой, либо погрузиться на глубину более 5 метров и серьёзно повредить двигатель и другую аппаратуру. В итоге БМП после переправы не сможет оказать должного сопротивления на другом берегу, при условии хорошей обороны противника. Также при захвате противоположного берега желательно создавать плацдарм пехотой, а не сразу бросать бронетехнику. Малая скорость на плаву может создать проблемы при переправе через реку с сильным течением.
По пересечённой местности или грунтовой дороге скорость передвижения не более 40-45 км/ч.
В машинах серии БМП используется уникальное рулевое управление, что-то среднее между рулём в БТР и рычагами в танках, это так называемый «штурвал», состоящий только из двух горизонтальных рукояток. Обладая такой же свободой вращения, что и у руля, он позволяет управлять машиной, словно колёсной техникой, с той лишь разницей, что угол отклонения его имеет свои ограничения. При повороте «штурвала» в сторону происходит плавно-равномерное перераспределение тяги на гусеницы, именно это позволяет не дёргать машину при повороте, как это обычно происходит с машинами на гусеничном ходу, что в конечном счёте пагубно сказывается на катках и траках. После отпускания «штурвал» сам возвращается в исходное состояние. Следовательно, усилие необходимо прикладывать только при повороте, а горизонтальное положение в этот момент показывает, что машина движется по прямой. Благодаря такой конструкции управление машиной сильно облегчается, и такие манёвры, как змейка на скорости, получаются более плавными.
Машина является почти 100 % вездеходом в прямом смысле этого слова, так как способна преодолевать болотистые и заболоченные места, ни тина, ни ряска, ни лесорастительный перегной, не является для этой машины препятствием при пересечение подобных мест. В отличие от плавающей техники, преодолевающей водные препятствия при помощи водомета, эта машина плывет за счет перемотки гусениц, что, в свою очередь, дает гарантию прохождения любых препятствий, в каком бы состоянии они не находились. Не следует правда забывать, что наезд днищем на пень, валун, а также выезд на зыбучие пески являются непреодолимым препятствием даже для этой машины. Главный и порой единственный способ выбраться в такой ситуации — воспользоваться средством для самовытаскивания (бревно в комплекте с тросами), так как туда, где встанет БМП, не каждая техника сможет добраться для оказания помощи.

## Критика

### Оценка машины
БМП-2 продолжает оставаться эффективным средством поддержки пехоты. Боевая эксплуатация данной машины в горячих точках свидетельствует, что БМП-2 в руках обученного экипажа способна эффективно поражать как легкую бронетехнику, так и живую силу противника, избегая поражения. Так, за период гражданской войны в Сирии из порядка 200 БМП-2, имевшихся в распоряжении Республиканской гвардии, было потеряно не более 12 единиц.

## Модификации

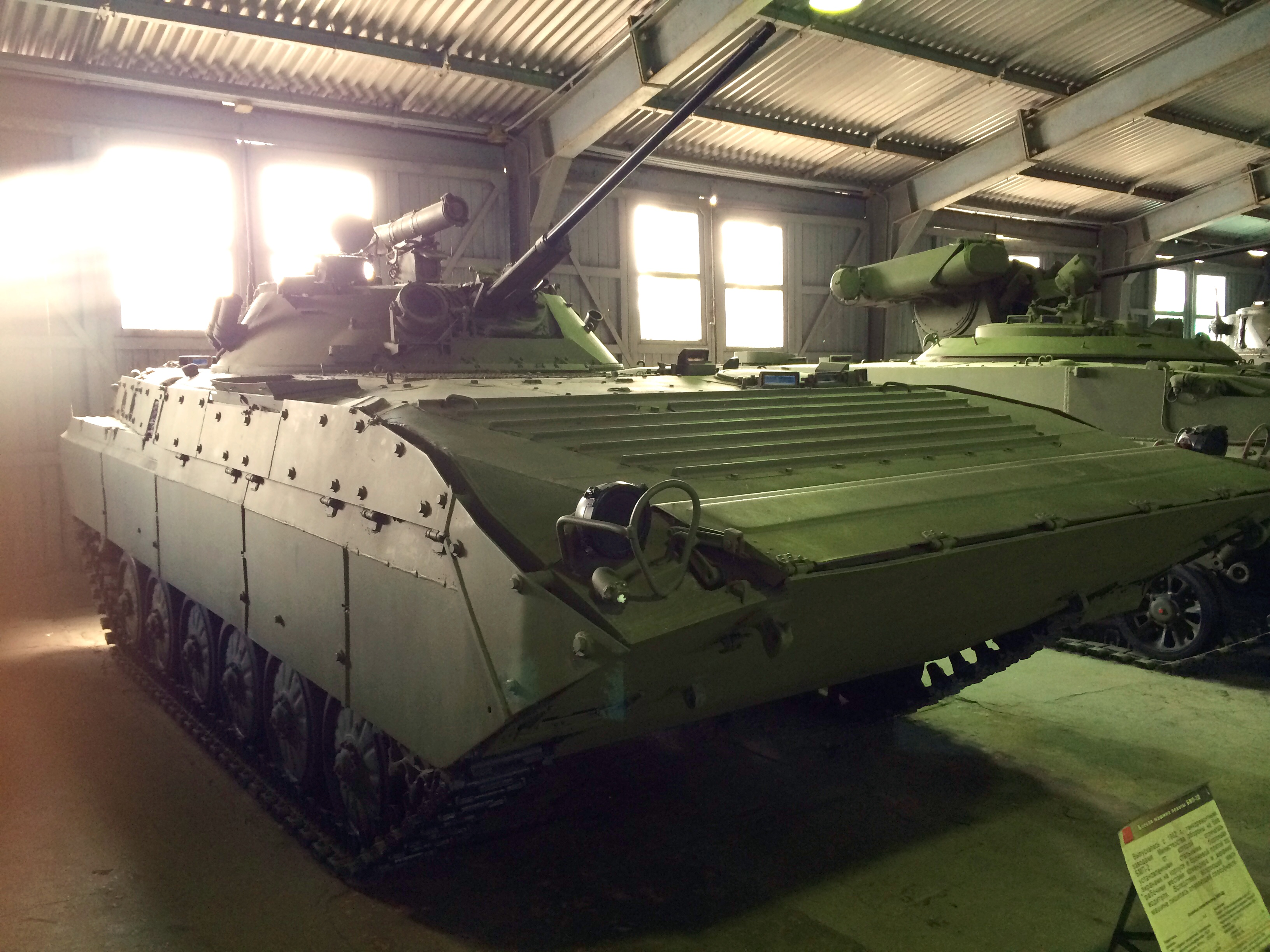
БМП-2Д в Кубинке
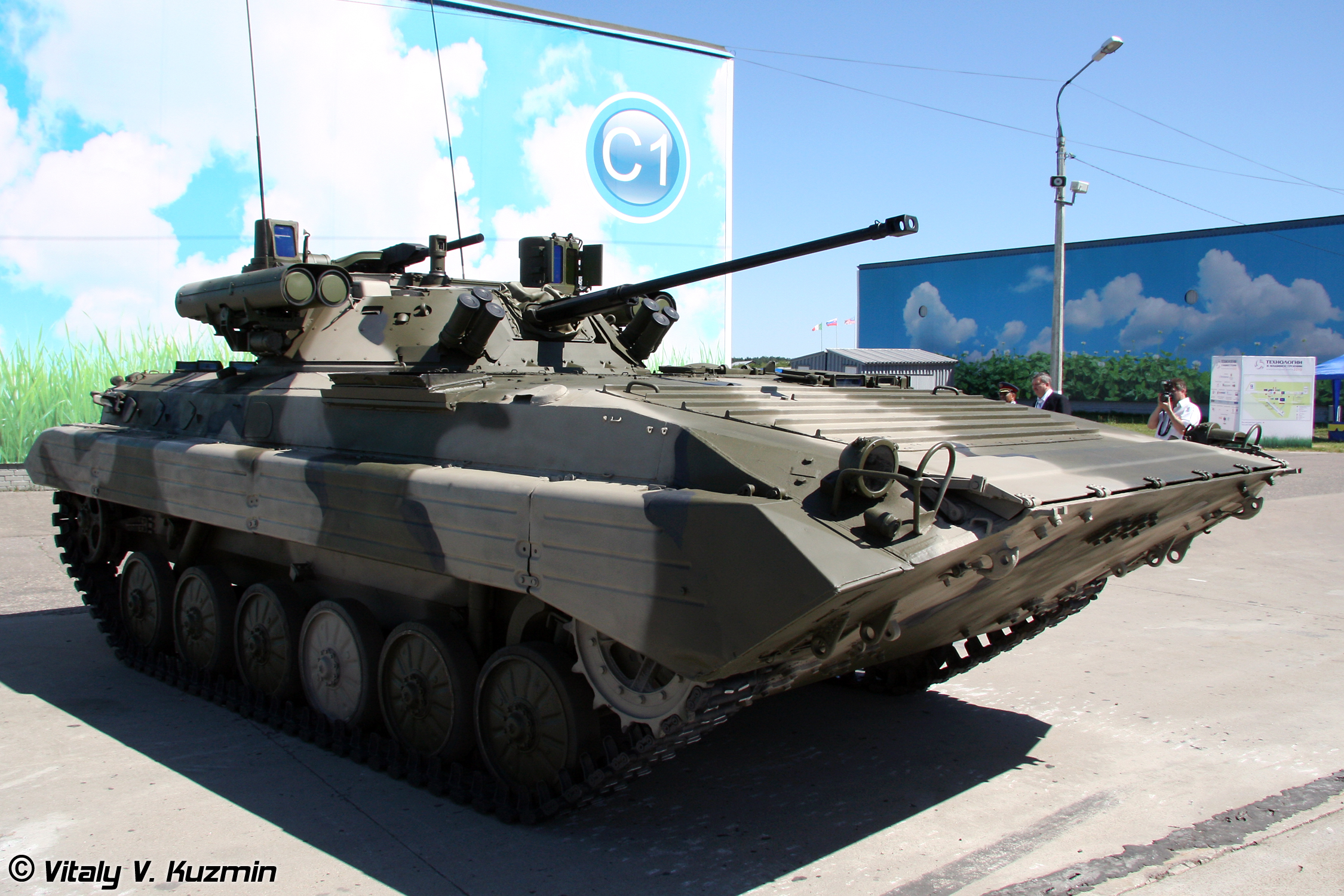
БМП-2М с модулем «Бережок» на международном форуме «Технологии в машиностроении 2010»
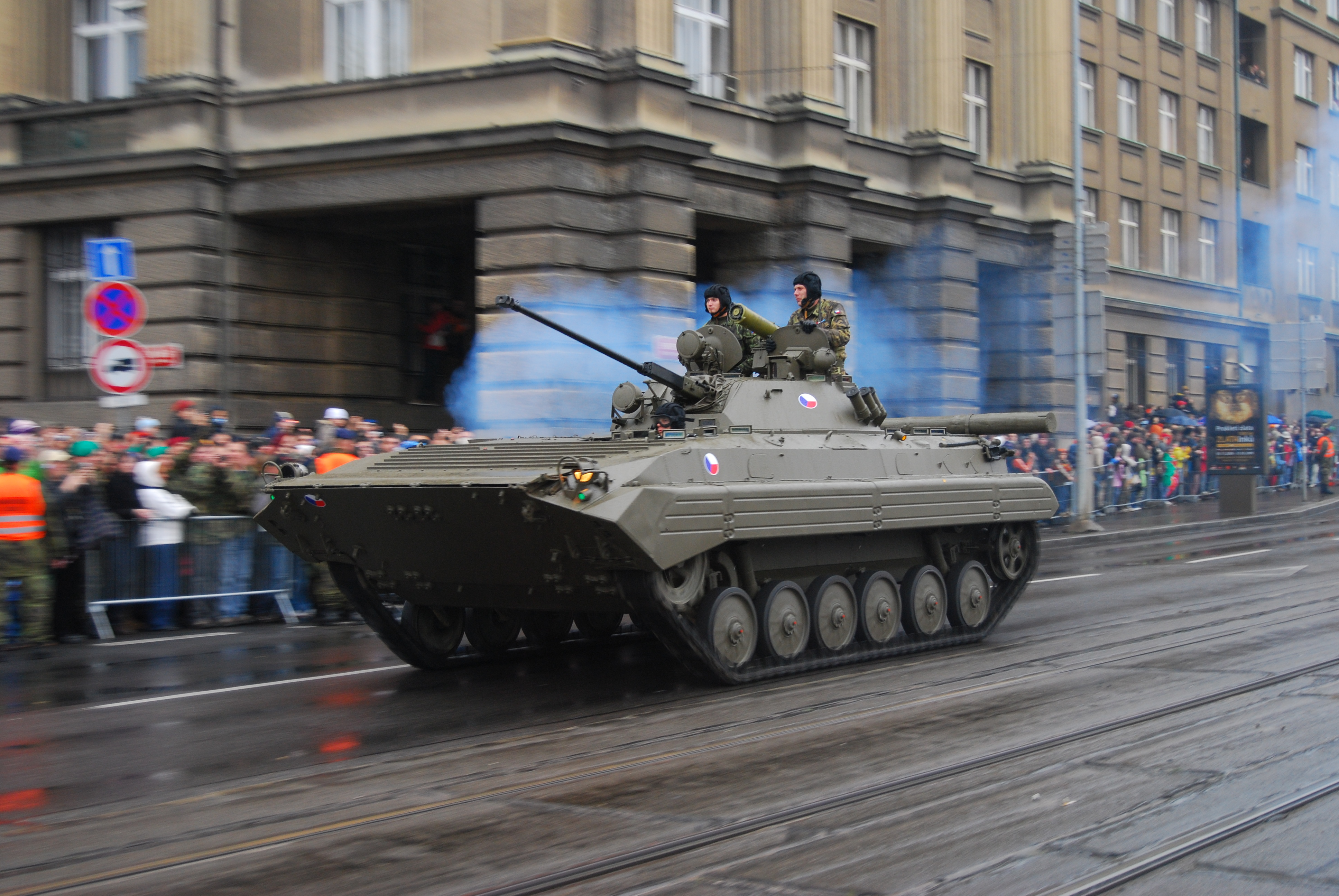
Чешская BVP-2 в 2008 году
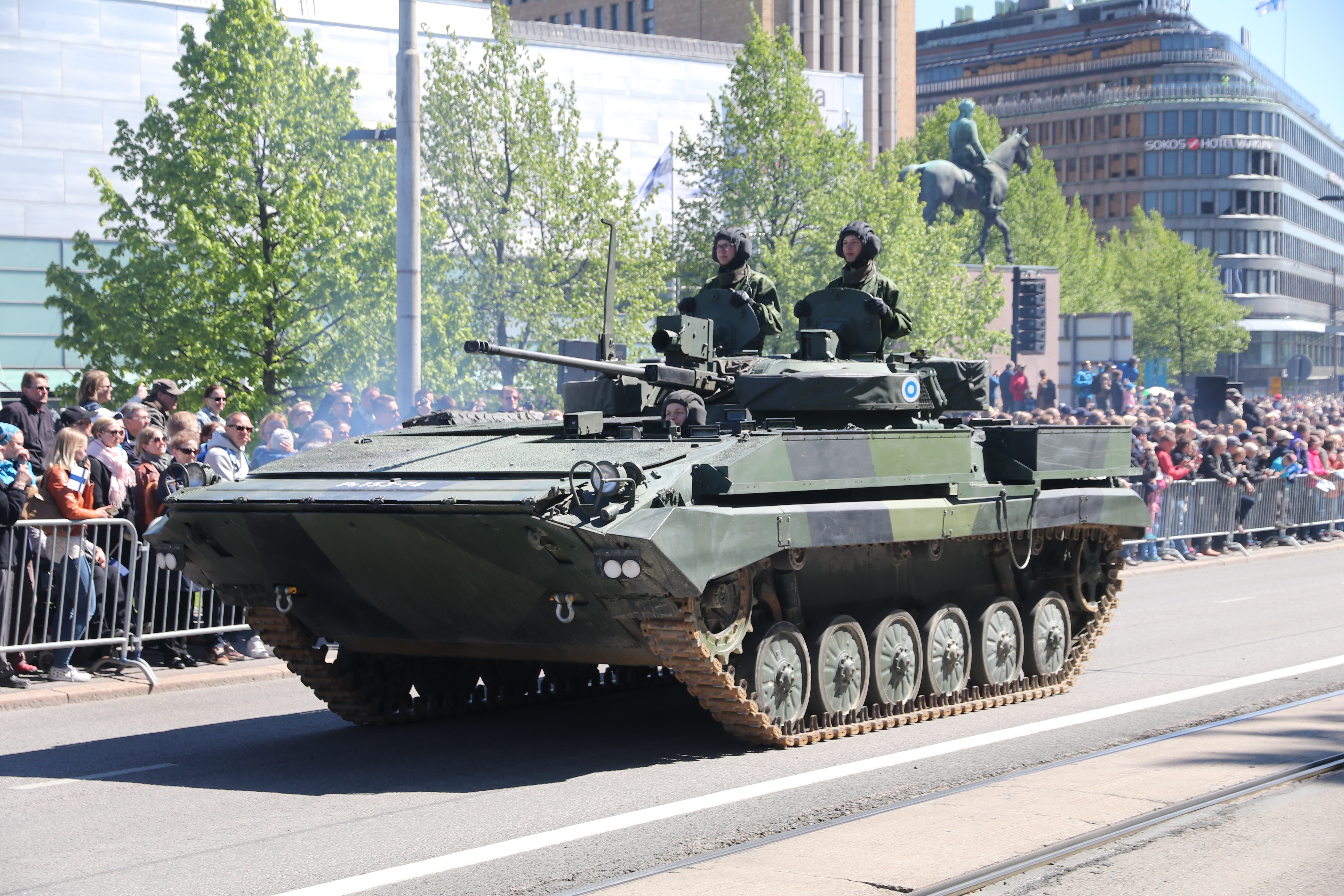
Финская BMP-2MD в 2017 году

### Советские и российские

#### БМП-2 обр. 1986 года
БМП-2 с новым прицелом наводчика БПК-2-42 и установкой ПТУР "Конкурс-М"

#### БМП-2 с АГ-17 «Пламя»
Модификация БМП-2, отличается от базовой машины наличием гранатомёта АГ-17 «Пламя». Гранатомёт смонтирован в задней части башни. Наведение осуществляется дистанционно оператором-наводчиком или командиром. Боекомплект находится в коробке с лентой на 250 выстрелов. Производилась небольшой серией.

#### БМП-2К
Создана для управления мотострелковыми подразделениями. В машине имеется дополнительная коротковолновая радиостанция, для дальней связи предусмотрена установка мачтовой антенны. Остальные характеристики аналогичны базовой машине.

#### БМП-2Д
Разработана в 1981 году специально для боёв в Афганистане. Основные отличия: усилена броня, установлены стальные экраны на корпусе и броневая плита под командиром и механиком-водителем. Из-за чего возросла масса машины, и она утратила возможность плавать. Максимальный преодолеваемый брод составляет 1,2 м. Литера «Д» обозначает — доработанная.

#### БМП-2 с БМ «Бахча-У»
Опытная модификация БМП-2 с боевым модулем «Бахча-У». Разработана в 1999—2000 годах. Модернизация сделана с целью повышения боевого могущества БМП-2 до уровня БМП-3. Однако из-за большого объёма возимого оборудования десант сокращён до 5 человек, а из-за возросшей массы утрачена возможность плавать. Фактически машина превратилась в неплавающую БРМ.

#### БМП-2М
Российская модификация БМП-2 с боевым модулем «Бережок». Установлен дополнительный панорамный прицел, изменено расположение АГ-17, установлены 4 ПУ ПТУР «Корнет» (вариант: сверхзвуковой ПТУР «Атака»). В 2005 году был заключён контракт с Алжиром на модификацию 300 машин до уровня БМП-2М.

#### БМП-2 с динамической защитой «Контакт-1»
Экспериментальная модификации БМП-2 с установкой ДЗ «Контакт-1», была представлена в 1988 году.

#### БМП-2 обр. 1995 года
БМП-2 с тепловизионным прицелом ПНК-2-42

### Зарубежные модификации

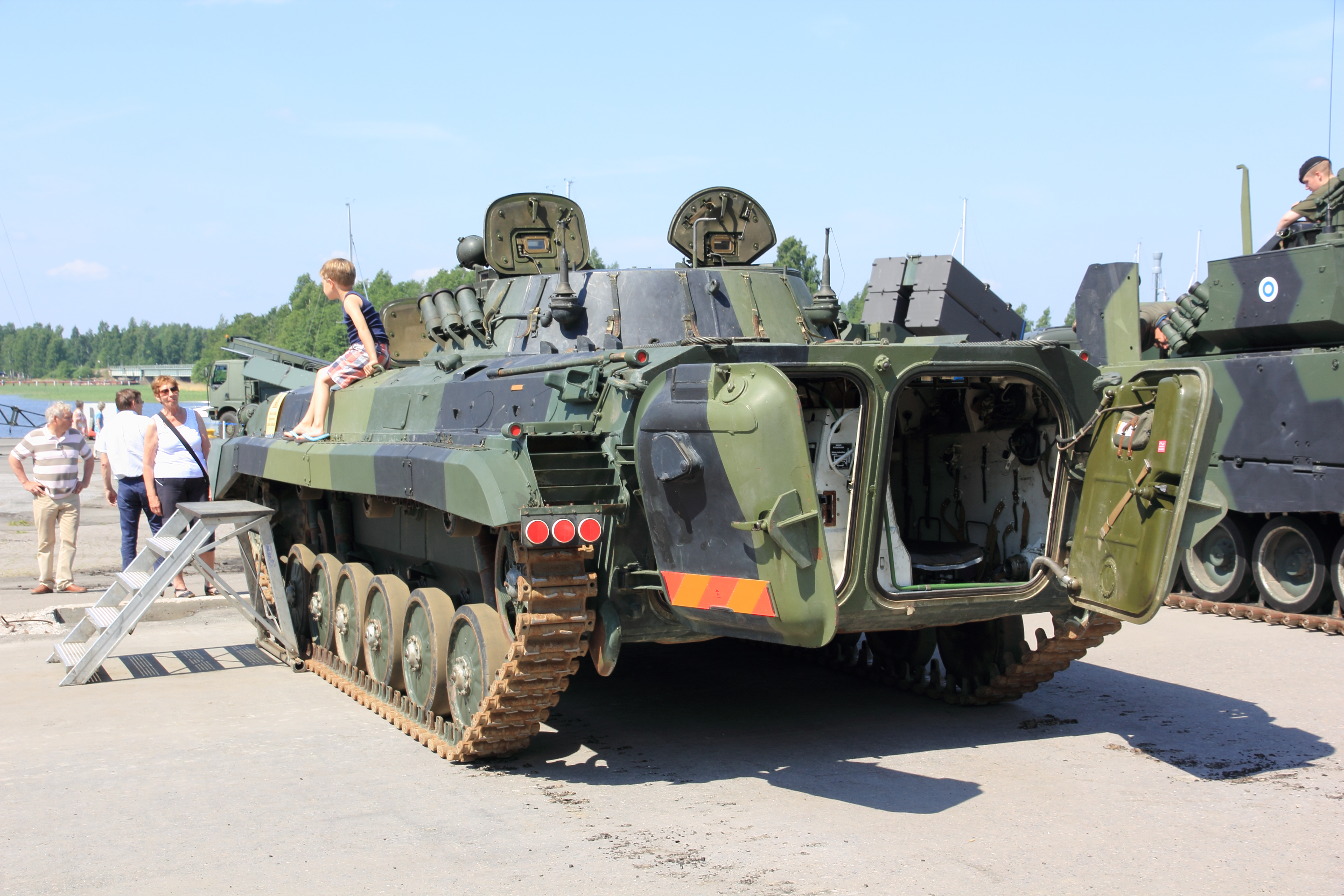
БМП-2 Вооружённых сил Финляндии на праздновании Дня флага Финской армии 4 июня 2013 года в Таммисаари

- BVP-2 — БМП-2, производившиеся по лицензии в 1984—1987 годах в Чехословакии на заводе Cestné a Stavebné Mechanizmy Tisovec («Подполянске строярне») в Детве и Závody ťažkého strojárstva в Дубнице-над-Вагом. Произведено 344 экземпляра.
- «Sarath» — БМП-2, производившиеся по лицензии в Индии.
- BMP-2MD — модификация БМП-2 для армии Финляндии. Поставки БМП-2 в Финляндию начались в 1988 году, в 2015-2019 годах они прошли модернизацию[22].
- БМП-2 (140-го ремонтного завода) — белорусская модификация с установкой динамической защиты и стальных бортовых экранов.
- БМП-2 «Рубеж» — белорусская модификации БМП-2 предусматривающие установку комбинированного прицельного комплекса «Рубеж-М».

## Машины на базе
- БРЭМ-2 — ремонтно-эвакуационная машина.
- БМО-1 — боевая машина огнемётчиков.

## Операторы

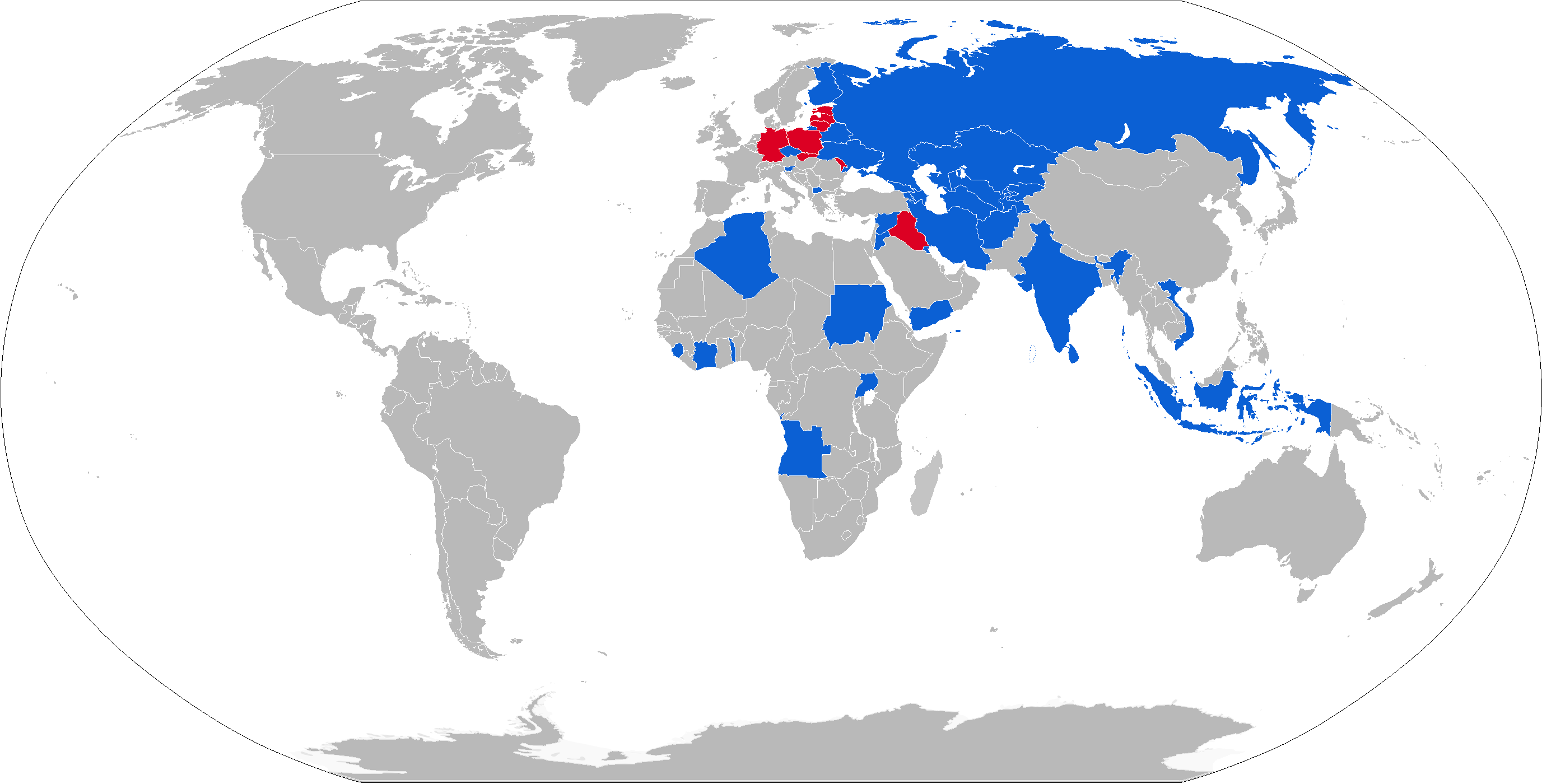
Страны, использующие БМП-2

### Стоит на вооружении
- Азербайджан:
  - Национальная армия Азербайджана — 91 БМП-2, по состоянию на 2024 год[23]
  - Государственная пограничная служба Азербайджана — 168 БМП-1/БМП-2, по состоянию на 2022 год[23]
- Алжир — 220 БМП-2 и 760 БМП-2М с 9М133, по состоянию на 2024 год[23]
- Ангола — 250 БМП-1/БМП-2, по состоянию на 2024 год. Всего 285 БМП-2 поставлено[23][24]
- Армения — 15 БМП-2, по состоянию на 2024 год[23]
- Беларусь — 906 БМП-2, по состоянию на 2024 год[23]
- Вьетнам — 150 БМП-2, по состоянию на 2024 год[23][24]
- Грузия — 46 БМП-2, по состоянию на 2024 год[23]
- Индия — 2400 БМП-2 Sarath (включая БМП-2К), по состоянию на 2024 год[23]
- Иран — 400 БМП-2 с 9К111, по состоянию на 2024 год[23]
- Йемен — 100 БМП-2, по состоянию на 2013 год
- Казахстан — 280 БМП-2, по состоянию на 2024 год[23]
- Кыргызстан — 90 БМП-2, по состоянию на 2024 год[23]
- Кувейт — 76 БМП-2, по состоянию на 2024 год[23]
- Ливия — некоторое количество БМП-2, по состоянию на 2024 год[23]
- Россия:
  - Сухопутные войска — 2100 БМП-2/-2М на вооружении и 2800 БМП-1/-2 на хранении по состоянию на 2024 год[23]
  - Береговые войска ВМФ — 300 БМП-2 по состоянию на 2024 год[23]
- Северная Македония — 10 БМП-2 и 1 БМП-2К по состоянию на 2024 год[23]
- Словакия — 91 БМП-2 по состоянию на 2024 год[23]
- Судан — некотрое количество БМП-2, по состоянию на 2024 год. Всего поставлено 15 БМП-2[24]
- Таджикистан — 15 БМП-2, по состоянию на 2024 год[23]
- Того — 20 БМП-2, по состоянию на 2024 год[23]
- Туркменистан — 430 БМП-2 и 4 БМП-2Д, по состоянию на 2024 год[23]
- Уганда — 37 БМП-2, по состоянию на 2024 год[23]
- Узбекистан — 270 БМП-2, по состоянию на 2024 год[23]
- Украина — 400 БМП-1/-1АК/-2 на вооружении по состоянию на 2024[23]
- Финляндия — 110 БМП-2МД по состоянию на 2024 год[23]
- Чехия — 120 БМП-2, по состоянию на 2024 год[23]
- Шри-Ланка — 49 БМП-2, по состоянию на 2024 год[23]

### Непризнаные образования
- Абхазия — 25 БМП-2, по состоянию на 2007 год[25]
- Южная Осетия — 22 БМП-2, по состоянию на 2008 год[26]

### Бывшие операторы
- Афганистан — некоторое количество БМП-2, по состоянию на 2010 год
- Баасистская Сирия — неизвестное количество БМП-2, по состоянию на 2024 год. Всего поставлено 100 БМП-2[24]
- ГДР — перешли к объединённой Германии
- Германия — достались от ГДР, сняты с вооружения
- Индонезия — 22 БМП-2, по состоянию на 2024 год
- Иордания — 31 БМП-2, по состоянию на 2013 год
- Кот-д’Ивуар — 10 БМП-1/БМП-2, оценивающиеся как небоеспособные, по состоянию на 2013 год
- Польша — 52 БМП-2 по состоянию на 1994 год, проданы Анголе в 1994—1995 годах[24]
- Сьерра-Леоне — 4 БМП-2 куплено у России в 1992 году
- СССР — перешли к образовавшимся после распада государствам
- США — 18, в том числе
  - 15 единиц БМП-2 поставлены из ФРГ в 1991 году, для обучения солдат армии США[24]
  - 3 БМП-2К поставлены Украиной в 2011 году[27]
- Чехословакия — перешли к образовавшимся после распада государствам

## Служба и боевое применение

### Афганская война (1979—1989)
Широко применялись в войне в Афганистане (1979—1989). Первые машины поступили в 1982 году, был получен положительный опыт применения БМП-2 против живой силы противника.

### Конфликты на постсоветском пространстве
1. Первая карабахская война[30].
2. Вооружённый конфликт в Приднестровье — применялись как приднестровскими формированиями, так и молдавской армией.
3. Война в Абхазии (1992—1993)[31].
4. Гражданская война в Таджикистане[32].
5. Разгон Верховного Совета России — использовались в 1993 году во время октябрьского путча. Вели стрельбу очередями по окнам Белого дома[33].
6. Первая чеченская война — основные потери российской бронетехники пришлись на боевые машины пехоты[33]. В частности, только 81-й мотострелковый полк в ходе штурма Грозного потерял большую часть своих БМП-2: уничтожено 33, отправлено в капитальный ремонт 18, осталось в строю 26[34]. Известен бой, в котором разведрота из трёх российских БМП-2 заняла рубежи на реке Нефтянка. В ходе боя разведрота уничтожила один дудаевский танк (двумя ПТУР), один БТР, два грузовика и несколько огневых точек. Разведчики потеряли одного человека раненым от миномётного огня[35].
7. Вторая чеченская война[36].
8. Война в Грузии (2008) — использовались обеими сторонами. С российской стороны было потеряно 3 БМП, с грузинской — 5 БМП[37][38].
9. Российско-украинская война
  - Война на востоке Украины — использовались с обеих сторон.
  - Вторжение России на Украину — применяются обеими сторонами. По состоянию на май 2024 года Россия потеряла в ходе вторжения не менее 1400 БМП-2, из них около 1000 уничтожено и около 250 захвачено украинской стороной[39].
10. Вторая Карабахская война

### Ближний ВостокиАфрика
1. Война в Персидском заливе — применялись иракскими войсками во время нападения на Кувейт и при обороне против американской армии[33].
2. Эфиопо-эритрейский конфликт[33].
3. Война в Анголе[40].
4. Иракская война — применялись армией Ирака.
5. Гражданская война[41] и Политический кризис (2010—2011) в Кот-д’Ивуаре[42][43].
6. Гражданская война в Сирии.
7. Гражданская война в Йемене (2014 — н.в.)[44].

## Памятники
- г. Белово (Кемеровская область), открыт дважды: 23 февраля 1999 года на улице Юбилейная (пересечение улиц Юбилейная и Советская); 15 августа 2011 года на Центральной площади (улица Советская) рядом с мемориалом Победы; автор эскиза мемориальной плиты (улица Юбилейная): художник-скульптор Козленко Николай Яковлевич; автор эскиза мемориальной плиты (улица Советская): Константинов С. В[45].
- п. Ждановский (Кстовский район, Нижегородская область) — на аллее перед домом культуры (ул. Зелёная, д. 4а), часть мемориального комплекса в честь павших в Великой Отечественной войне и локальных конфликтах.
- пгт Калининец (Наро-Фоминский район, Московская область), у КПП 15-го гвардейского мотострелкового Шавлинского Краснознаменного полка Таманской дивизии[46].
- г. Курган, проспект Машиностроителей, 17, возле центральной проходной ОАО «Курганмашзавод», открыт 14 августа 2000 года в честь 50-летия завода[47].
- г. Новосибирск, Красный проспект, в 2018 году БМП развернули на 180 градусов[48].
- г. Симферополь, Сквер памяти афганцам, открыт 4 октября 2008 года в честь 20-летия вывода советских войск из Афганистана[49].

## Фотографии

БМП-2 в 467-м гвардейском окружном учебном центре
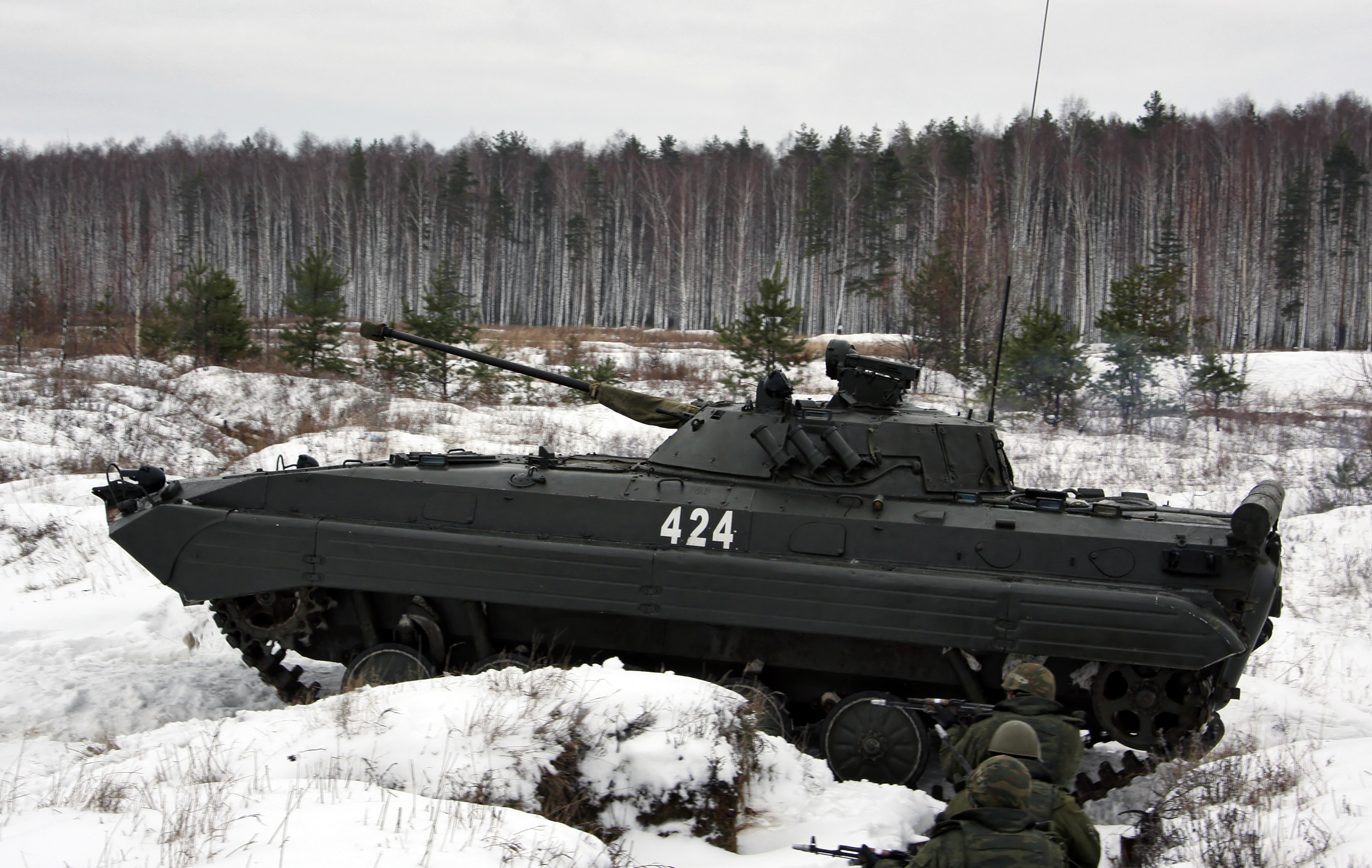
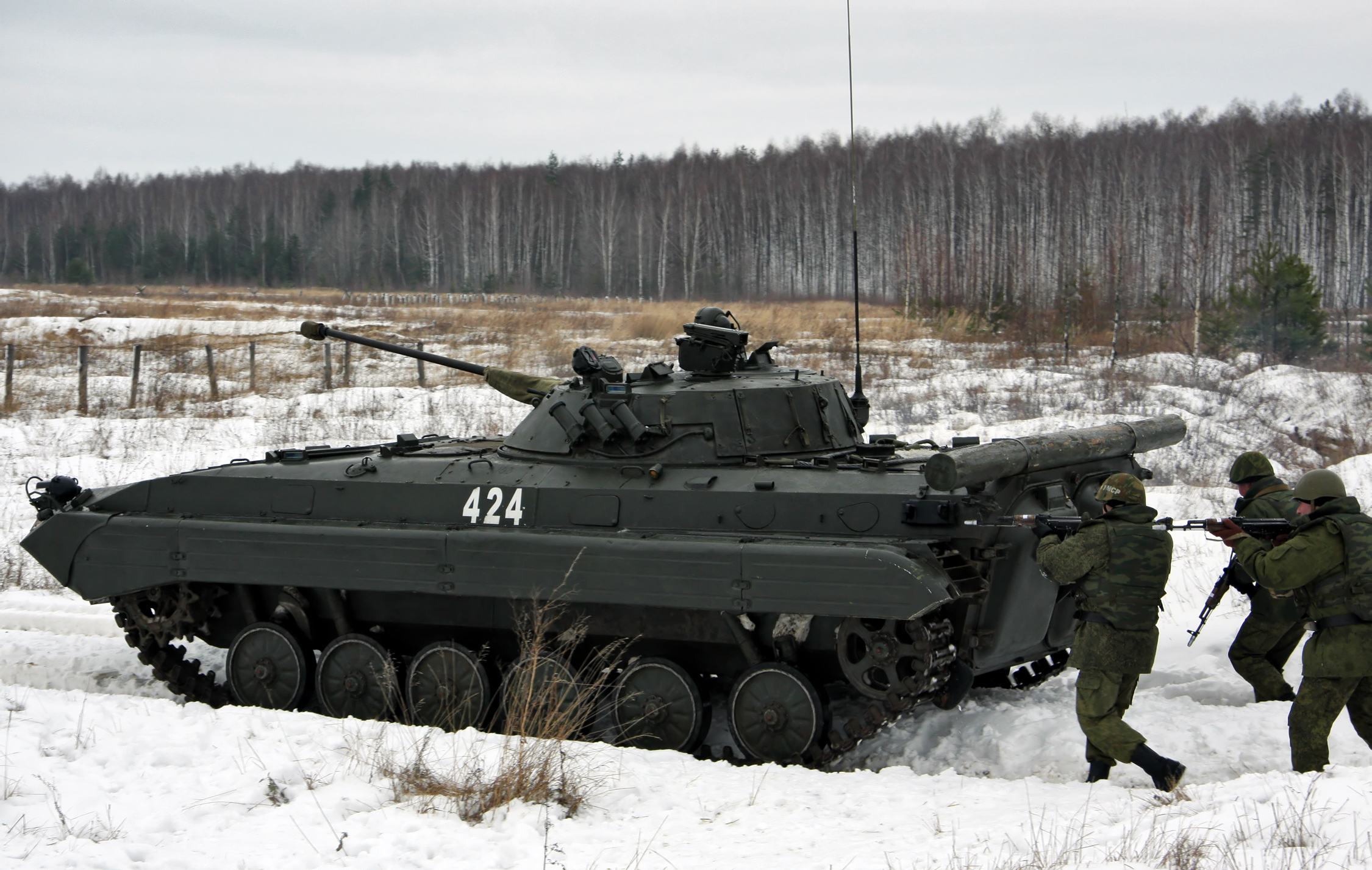
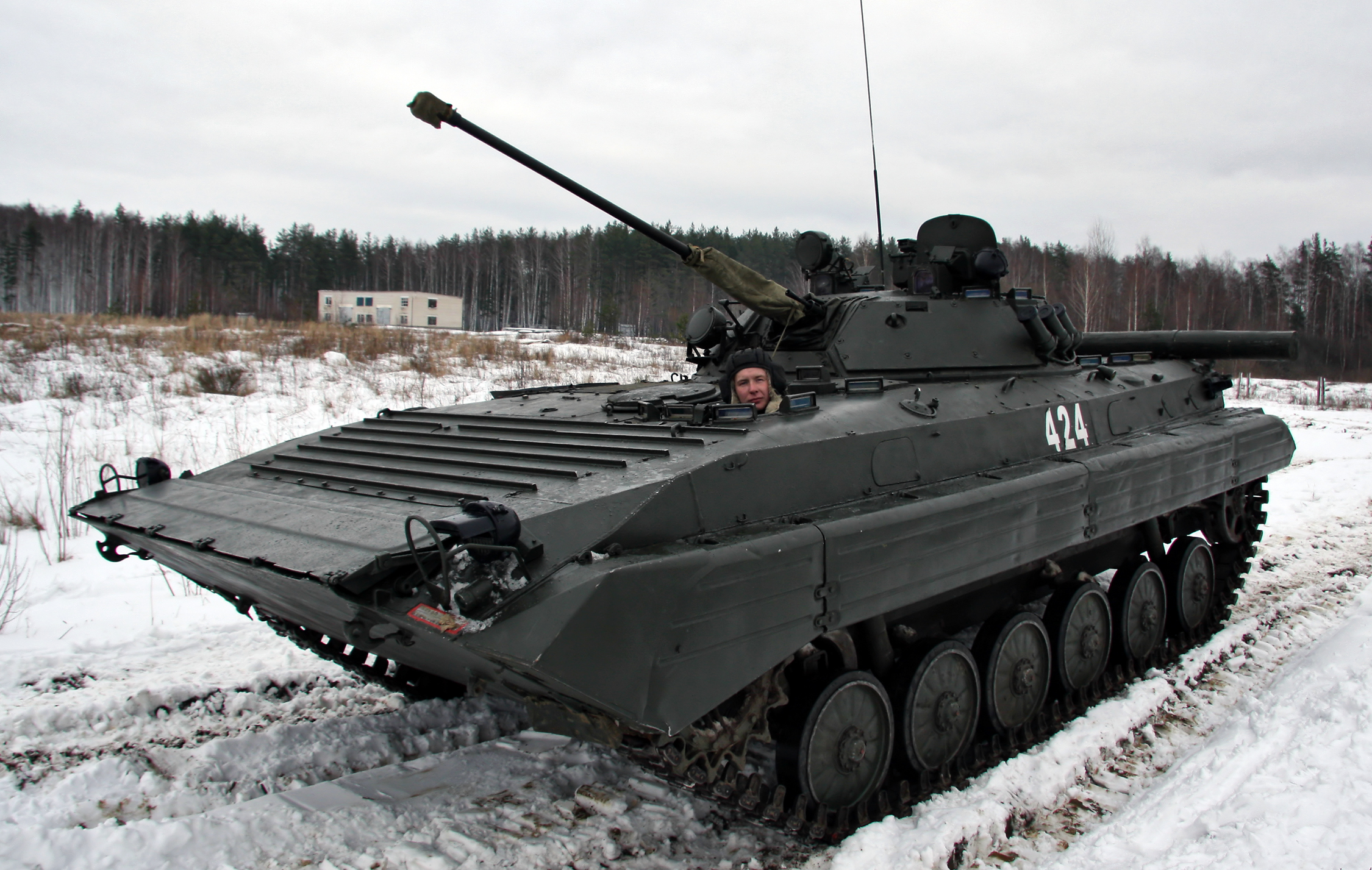
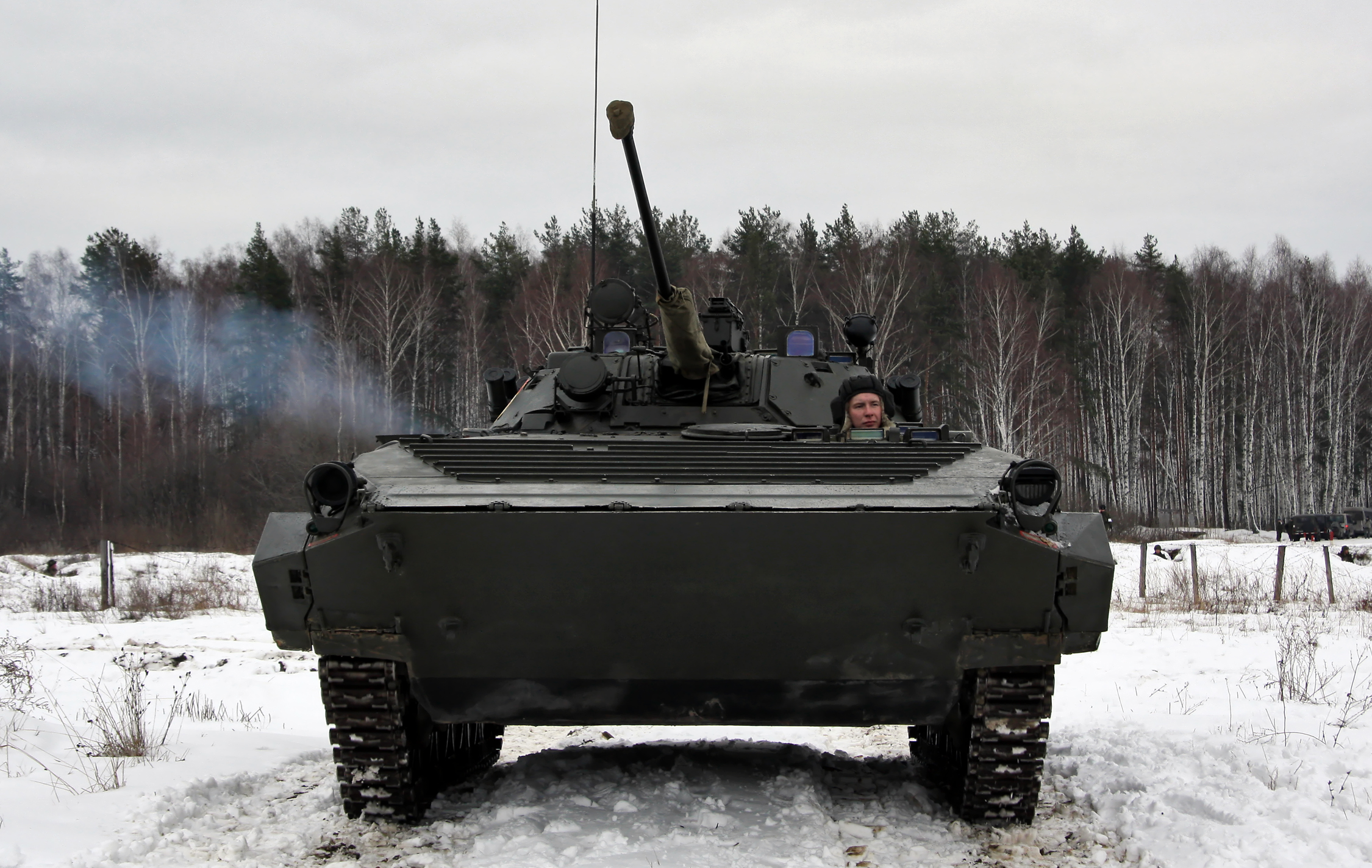
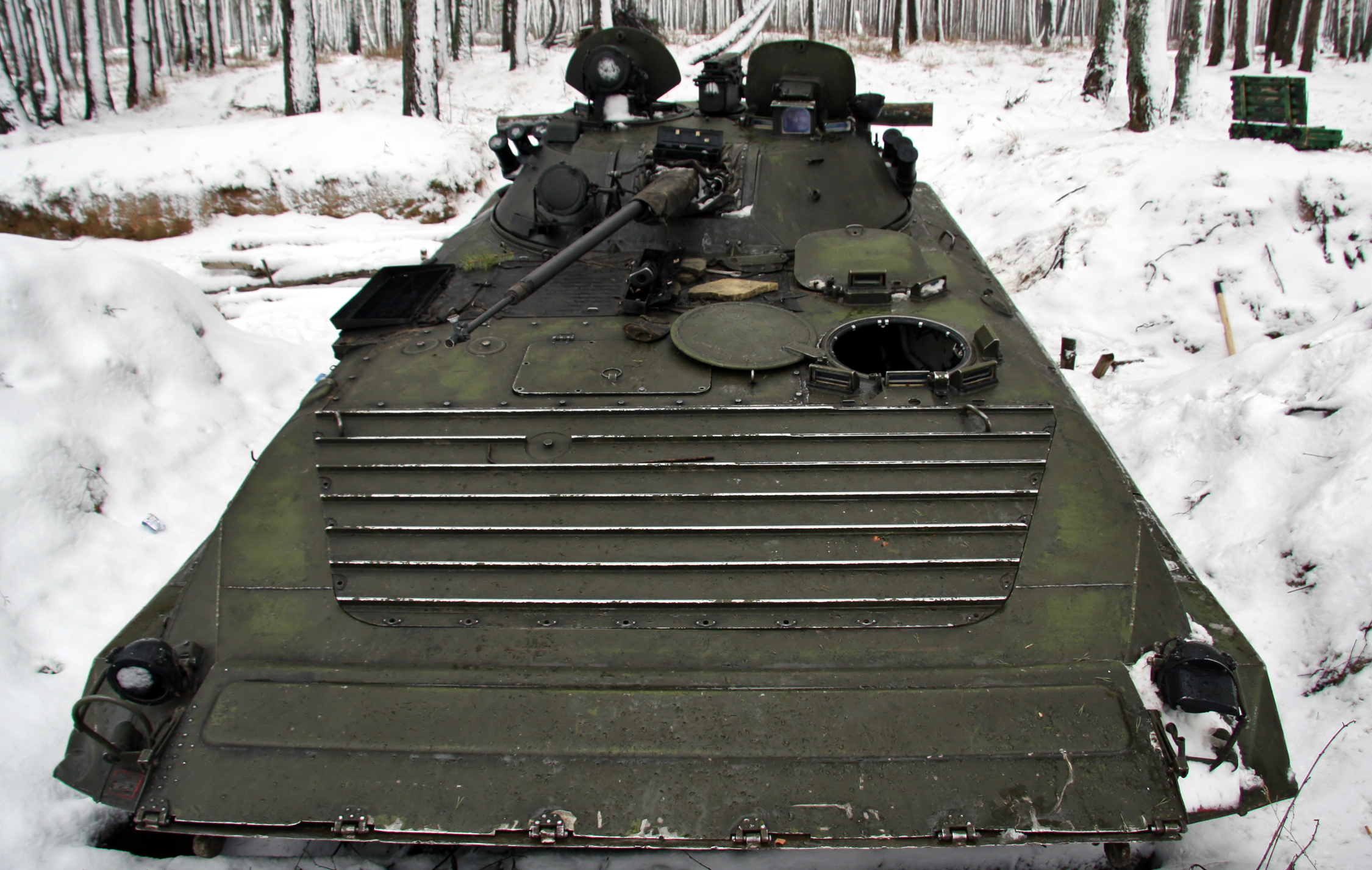
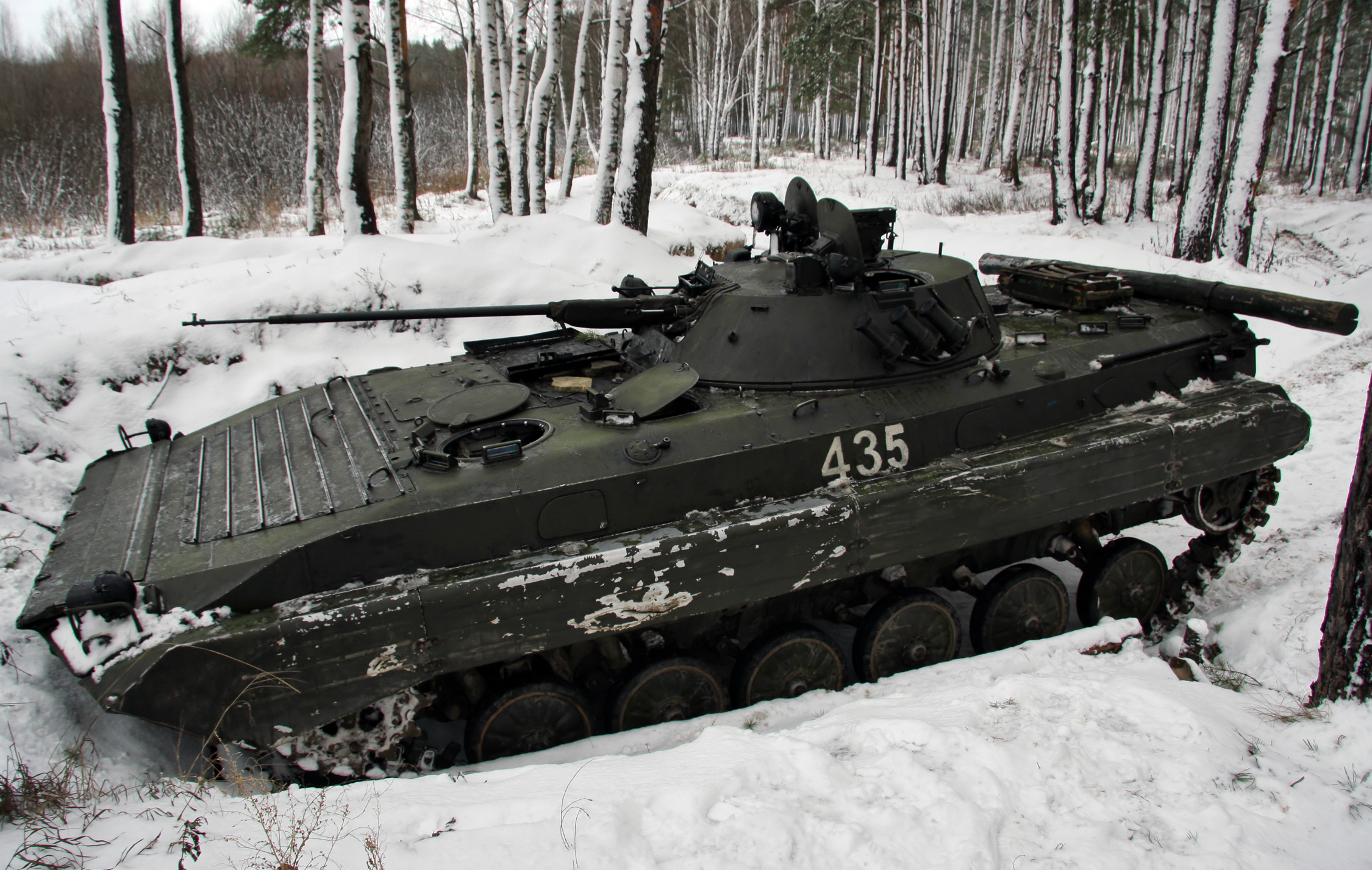

БМП-2 на марше
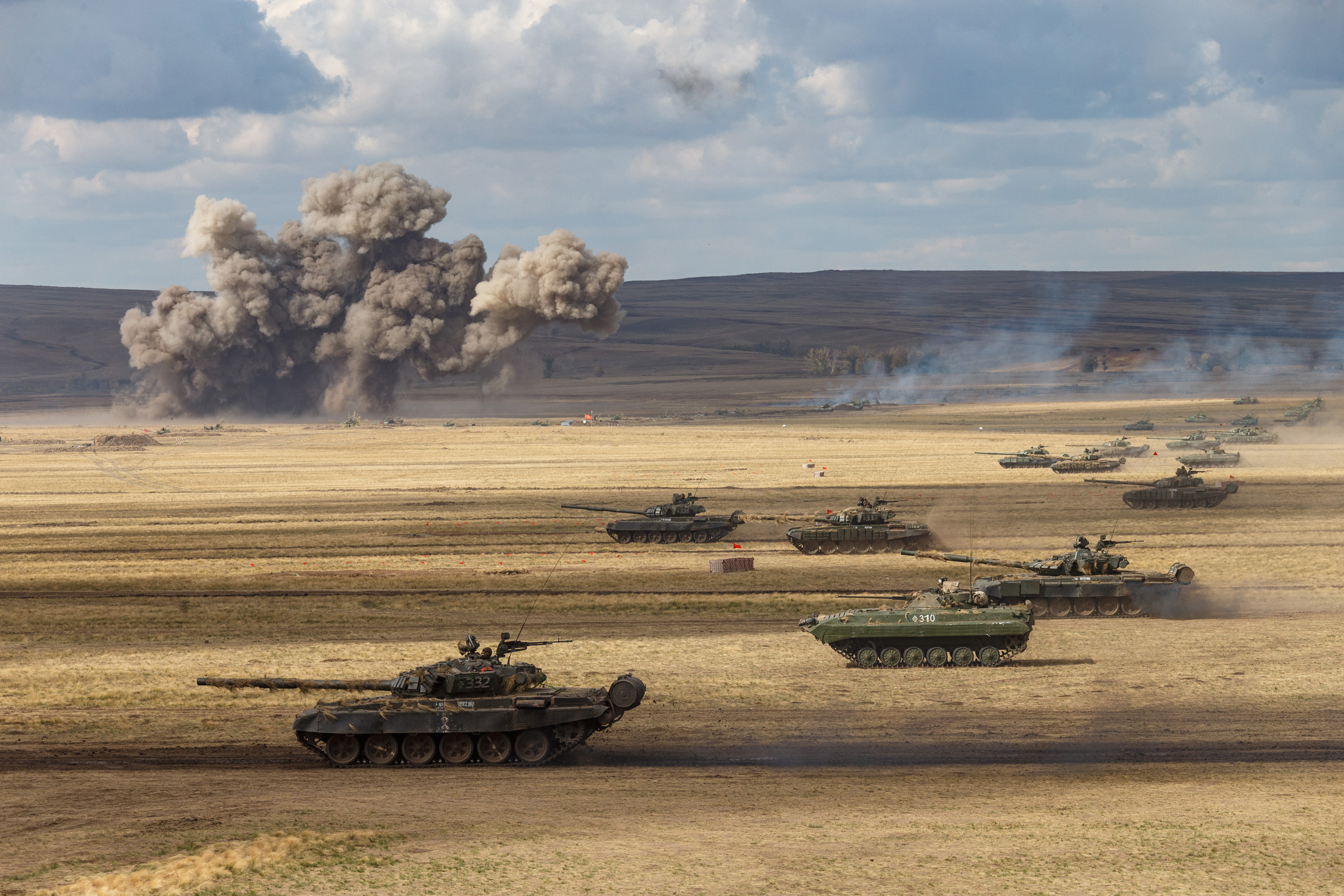
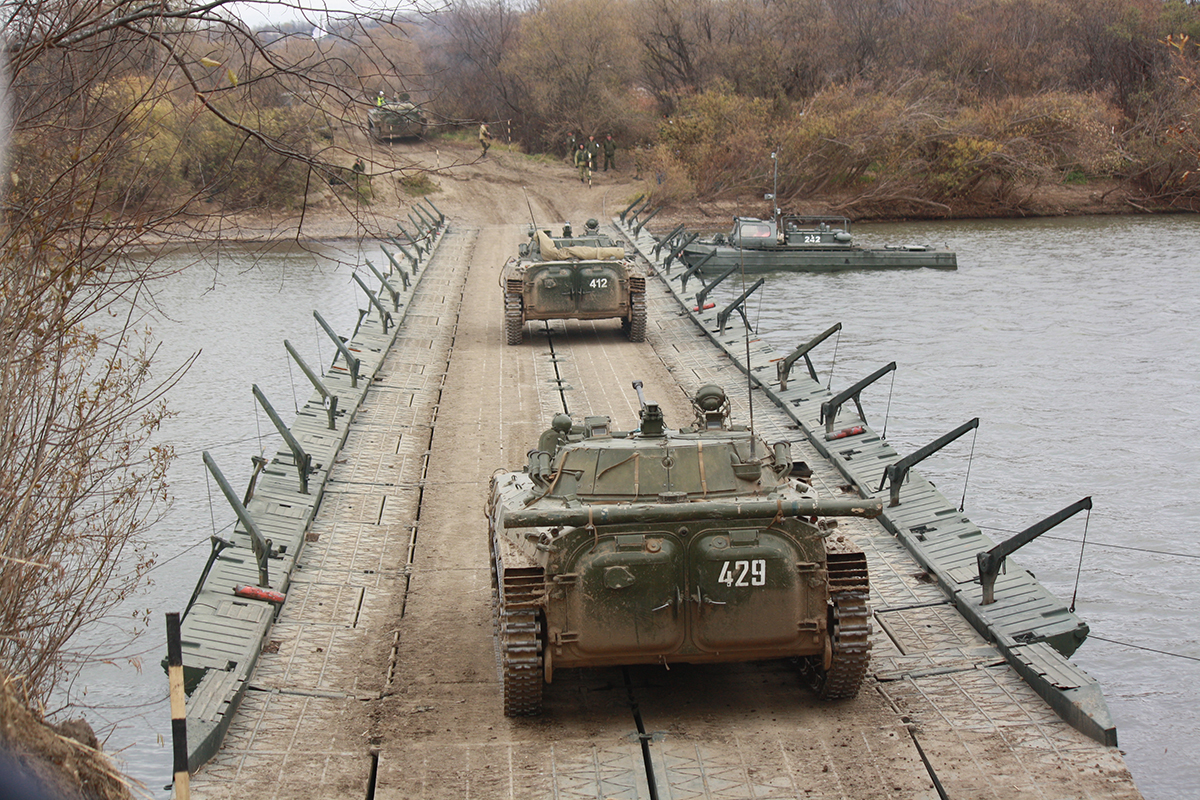
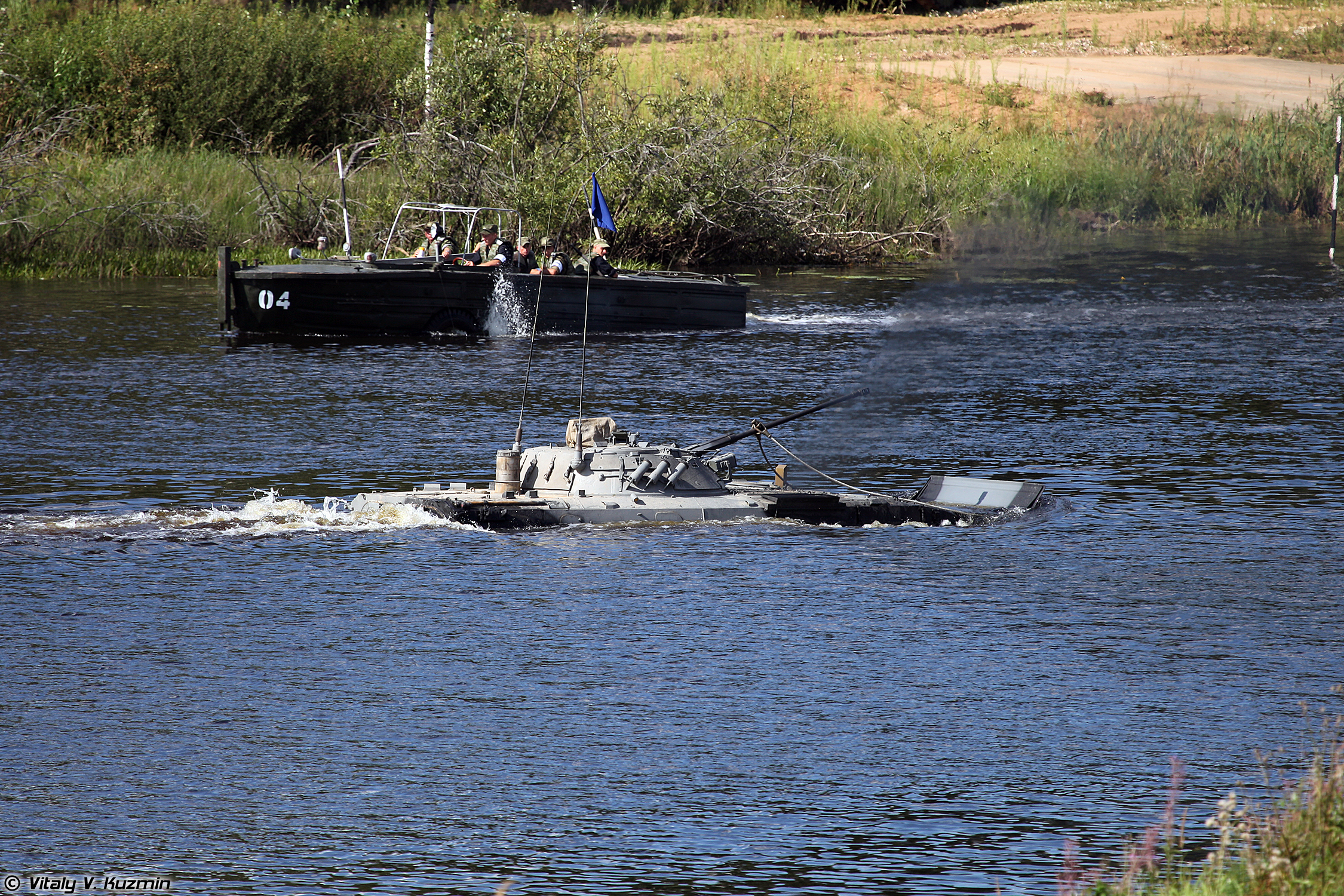
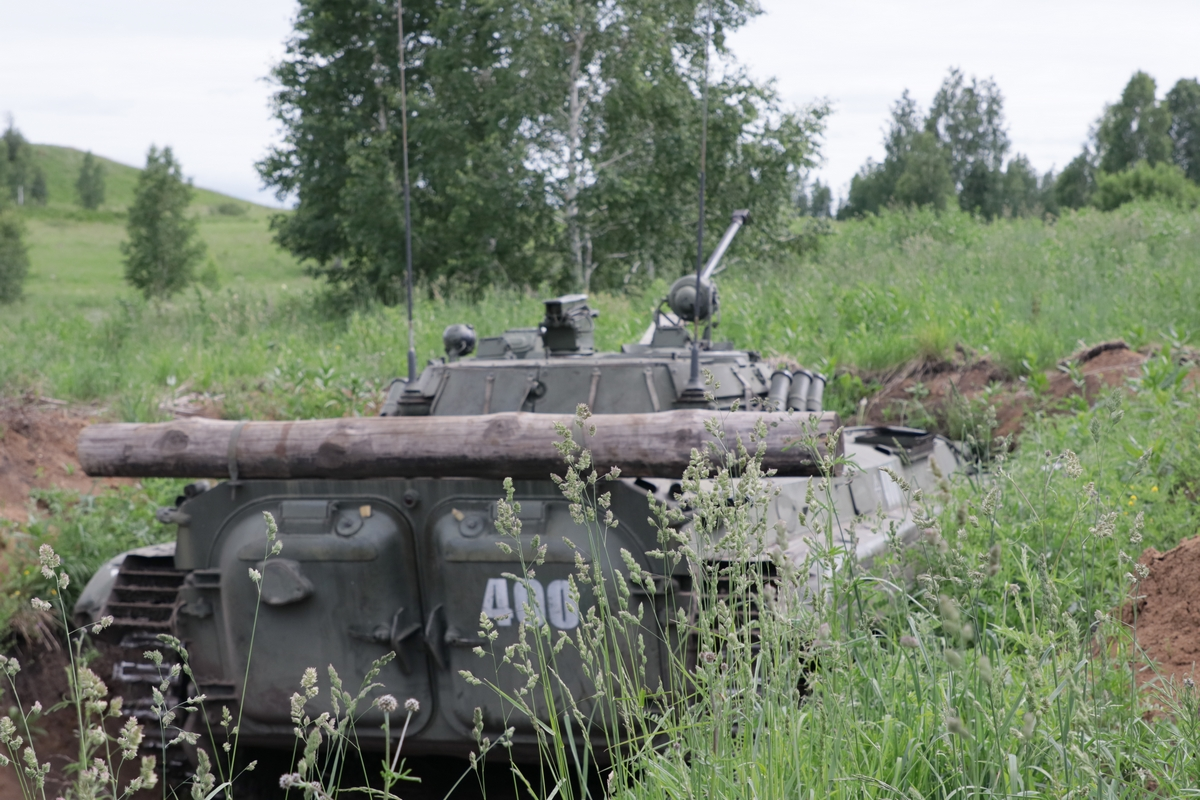
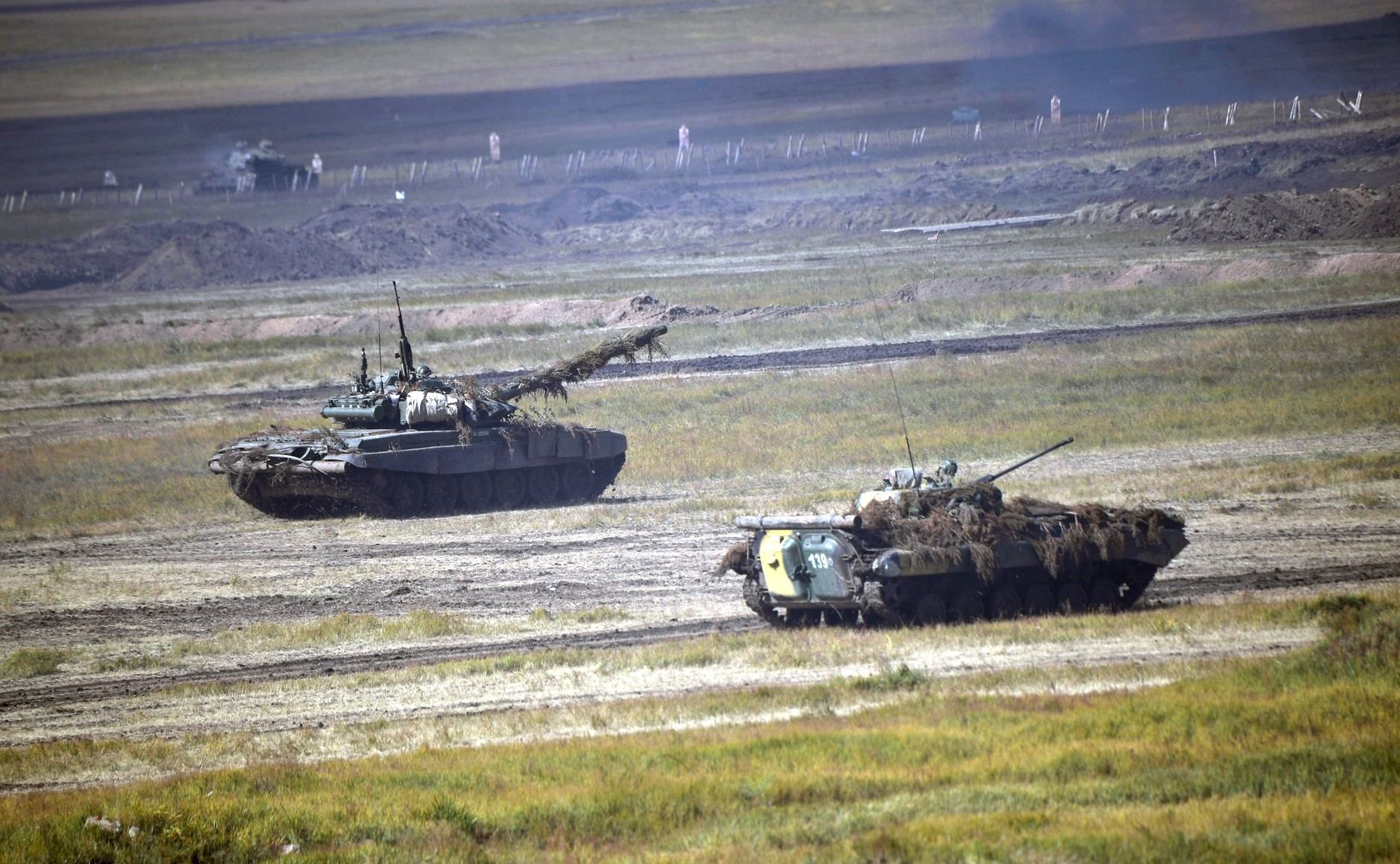
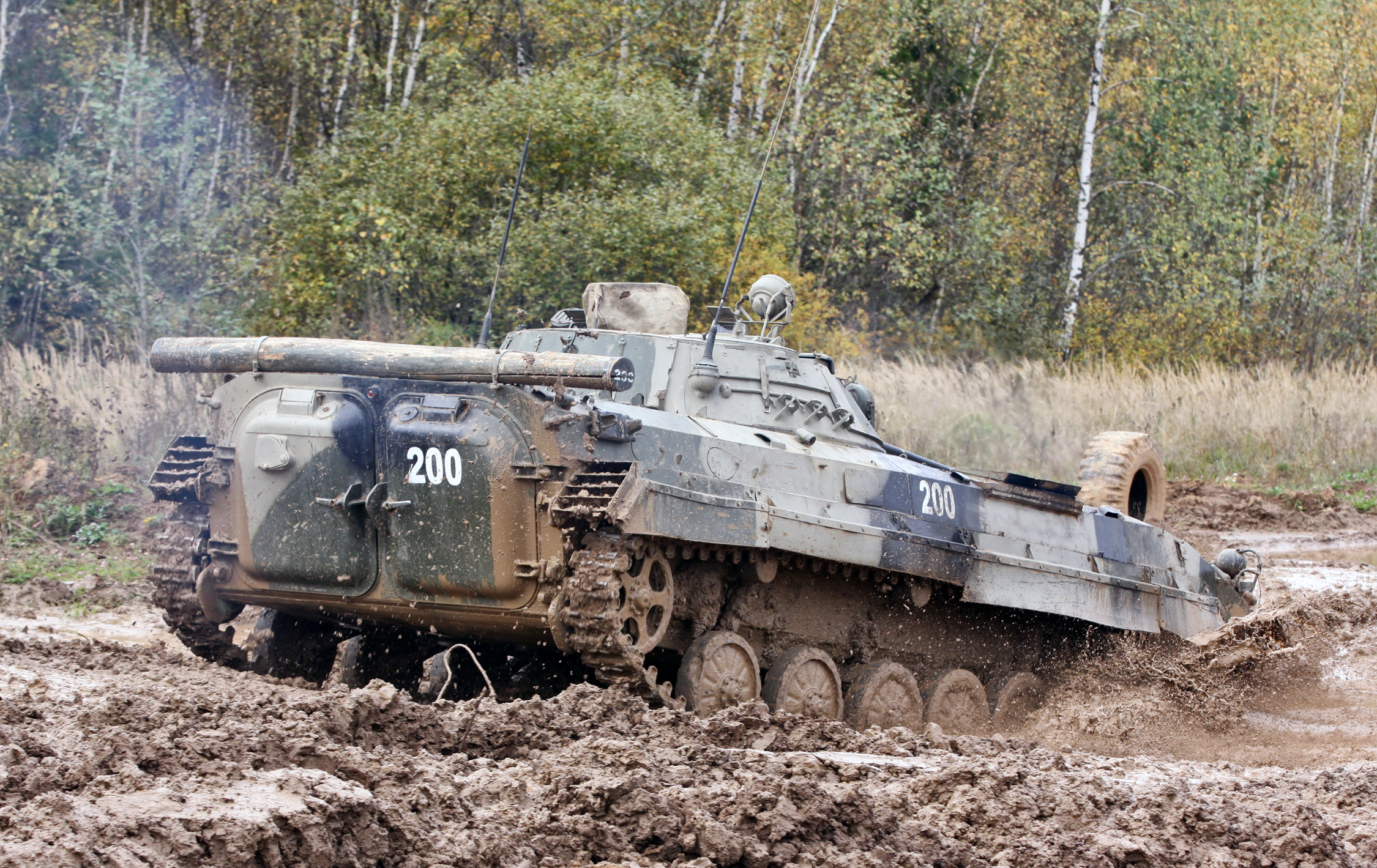
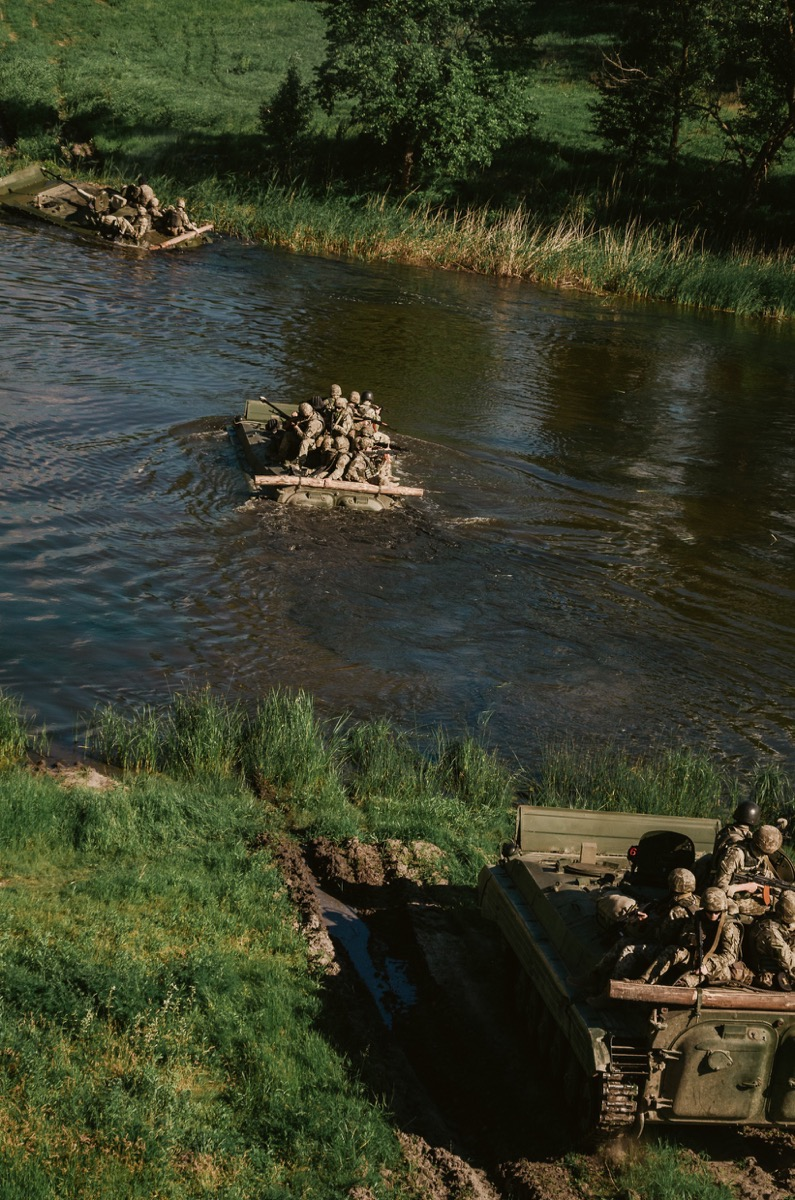